# Dorfkirche Reitwein

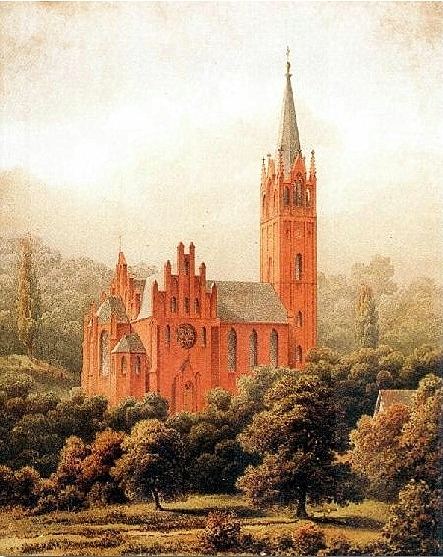
Reitweiner Dorfkirche

Die evangelische Dorfkirche im brandenburgischen Ort Reitwein wurde zwischen 1855 und 1858 im neugotischen Stil aus Backstein-Sichtmauerwerk erbaut. Der Entwurf stammte von dem Architekten und hochrangigen preußischen Baubeamten Friedrich August Stüler in Berlin. Seit ihrer Zerstörung im Zweiten Weltkrieg ist sie nur als Ruine erhalten, wird aber weiterhin für Gottesdienste und kulturelle Veranstaltungen genutzt.

## Geschichte

### Vorgängerbau
Die erste Reitweiner Kirche wurde im Jahr 1414 erbaut. Ihr Turm befand sich über dem Kirchendach und musste in den Jahren 1597, 1666 und 1672 erneuert werden. Im Jahr 1735 fand unter Pfarrer Orth ein umfassender Umbau der Kirche statt, bei dem der alte Turm abgerissen und ein neuer errichtet wurde. Dieser Turm stürzte bereits 1760 wieder ein und beschädigte das Kirchendach, das erst 1771–1772 wiederhergestellt werden konnte. Ein weiteres Mal wurde der Turm der Kirche im Jahr 1824 erneuert.

### Neubau im 19. Jahrhundert

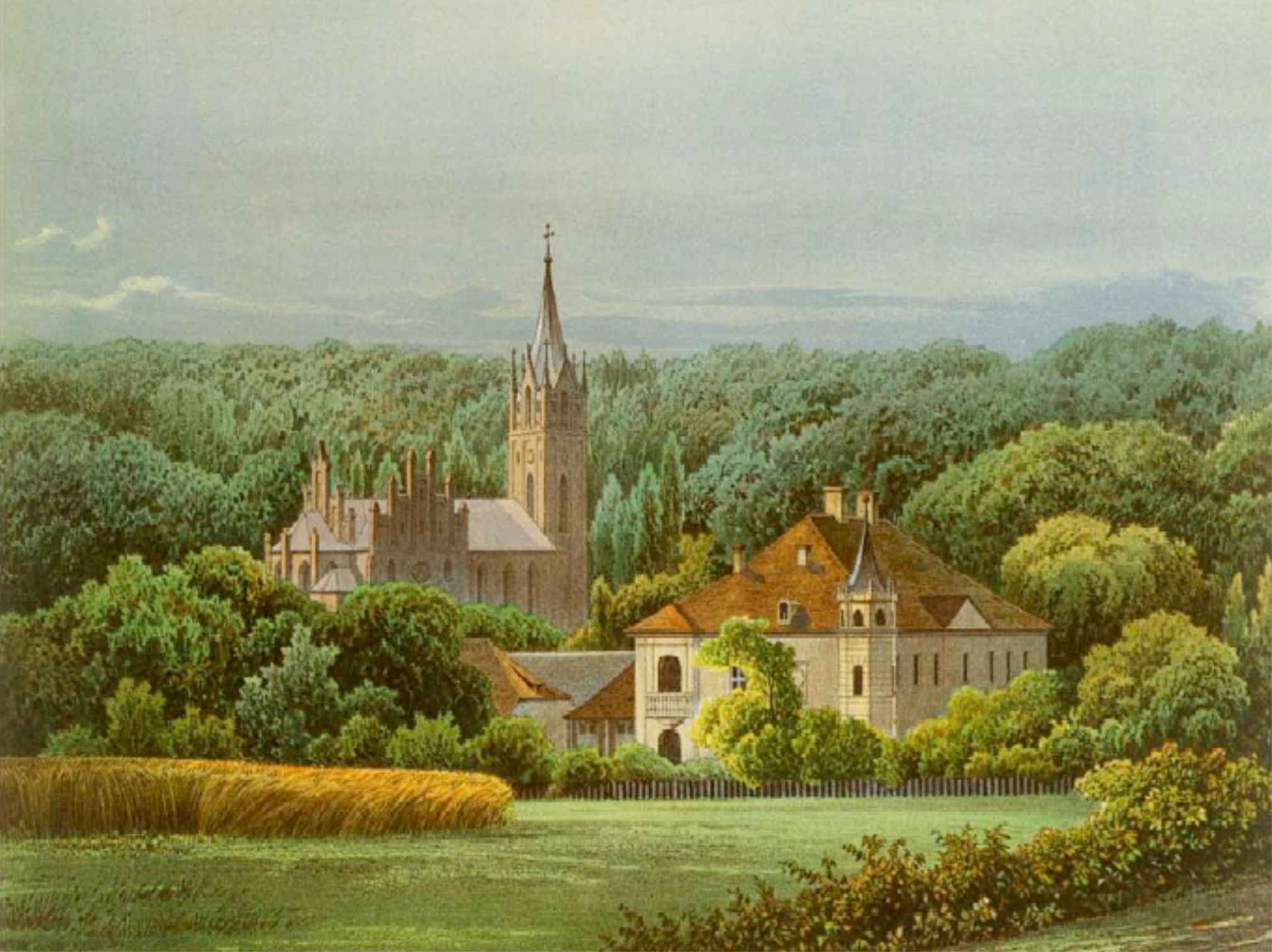
Reitweiner Dorfkirche mit Schloss im Vordergrund

Da die alte Kirche Mitte des 19. Jahrhunderts für die wachsende Bevölkerung zu wenig Platz bot, entschloss sich die Kirchengemeinde auf Initiative des Patrons Rudolf Graf Finck von Finckenstein zu einem Neubau. Die Grundsteinlegung erfolgte am 28. Mai 1855. Die alte Kirche wurde am 12. März 1856 abgerissen. Der Rohbau der Kirche war im September 1857 fertiggestellt und im Sommer 1858 waren neben weiteren Malergehilfen der Frankfurter Werkstatt Stubenmaler Atzenroth auch Anton von Werner mit dem Ausmalen der Kirche beschäftigt.
Am 25. August 1858 erfolgte die Einweihung.

### Zerstörung im Zweiten Weltkrieg
Durch die Kriegshandlungen im Rahmen der Schlacht um die Seelower Höhen wurde die Kirche im Februar 1945 schwer beschädigt und blieb über Jahrzehnte eine ungenutzte Ruine. Der Gemeindekirchenrat bewahrte sie schließlich 1970 vor der Sprengung. 1983 wurde die Ruine unter Denkmalschutz gestellt.

### Wiederaufbau nach 1990
Erste Sanierungsarbeiten konnten erst nach der Wende 1990 aufgenommen werden. 1993 wurde der erste Bauabschnitt, die Sicherung der Mauerwerkskronen, des Kirchenschiffs und der Überdachungen, fertiggestellt. Im folgenden Jahr erstellte man ein Konzept zur Sanierung der Ruine mit der Sicherung des Turms und des Kirchenschiffs im heutigen Zustand. Im Oktober 1998 begann der Wiederaufbau des Kirchturms. Mit der Aufsetzung der Kirchturmspitze am 3. September 1999 wurde die Kirchturmsanierung abgeschlossen. Planerisch begleitet wurde das Bauprojekt vom Frankfurter Architekten Hans Tulke. Die Glockenweihe erfolgte am 5. Oktober 2001. Der Kunstschmied Wilfried Schwuchow aus Angermünde führte die Bekrönung der Turmspitze und die Uhrenanlage aus. Es ist vorgesehen, das Kirchengebäude und seine Umgebung zukünftig als zentrale Begegnungsstätte zu nutzen. Das benachbarte ehemalige Pfarrhaus wird als Rüstzeitenheim genutzt.

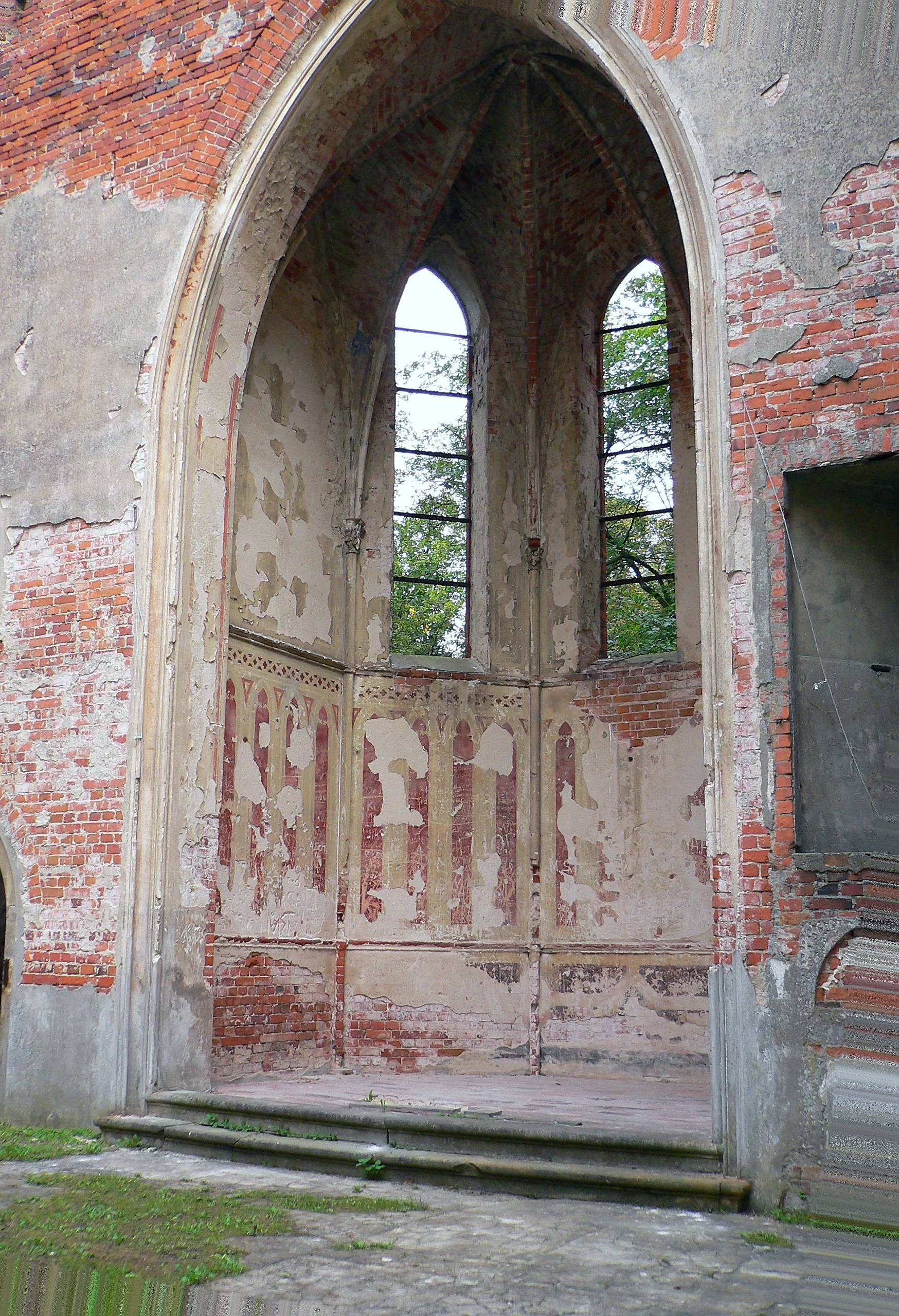
Blick in die Apsis der Kirchenruine
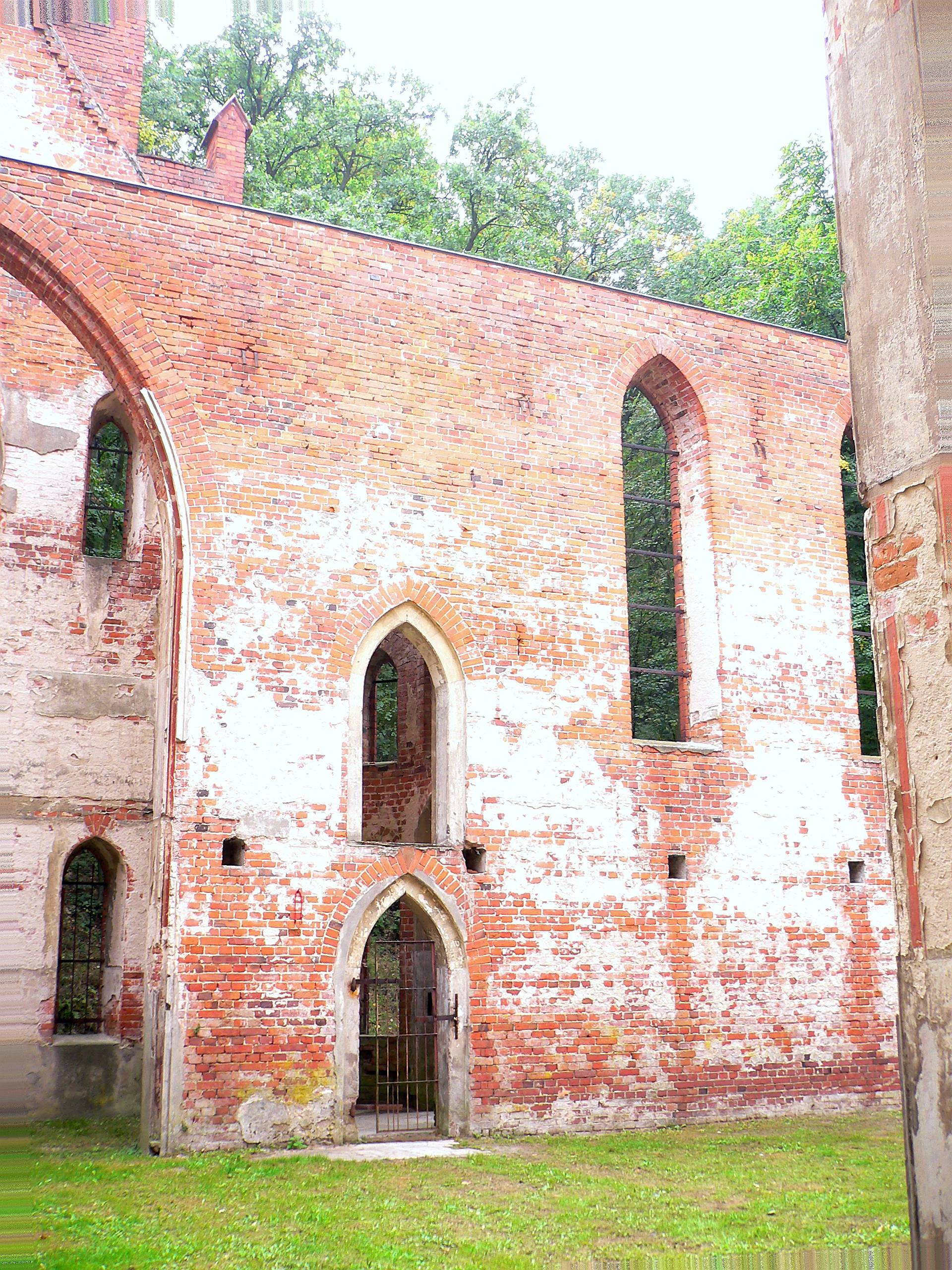
Blick ins Langhaus
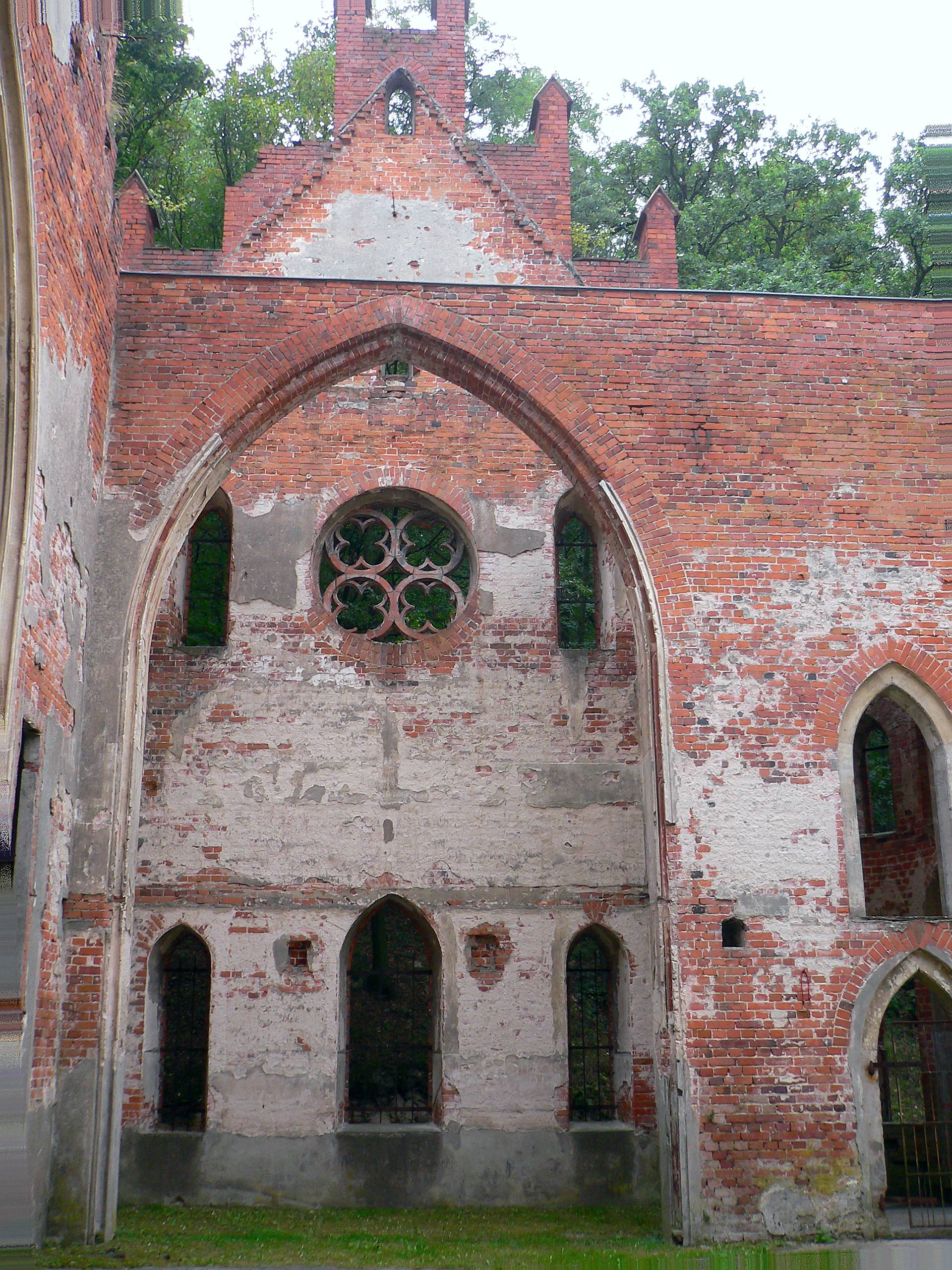
Blick ins Querhaus